# All-American
All-American és un terme emprat als Estats Units per referir-se a un equip els membres del qual han estat seleccionats com els millors jugadors amateur de cadascuna de les posicions de joc dins d'un esport d'equip, com pot ser el bàsquet o el futbol americà. A diferència d'un equip All-Star, la selecció dels jugadors no té el propòsit de participar en partits conjuntament, sinó que només té caràcter honorífic.
El primer esment d'un equip All-American fa referència a una llista feta per Walter Camp en la qual va escollir als millors jugadors universitaris de futbol americà. Aquesta llista va ser feta per primera vegada en la dècada de 1890.
A la 82a Divisió Aerotransportada de l'Exèrcit dels Estats Units també és anomenada All-American, ja que, al moment de la seva creació (5 de març de 1917), tenia un o més membres de cadascun dels 48 estats que llavors componien els Estats Units (Alaska i Hawaii no van ser incorporats com a estats fins a 1959).